# قلعه گرانهامر

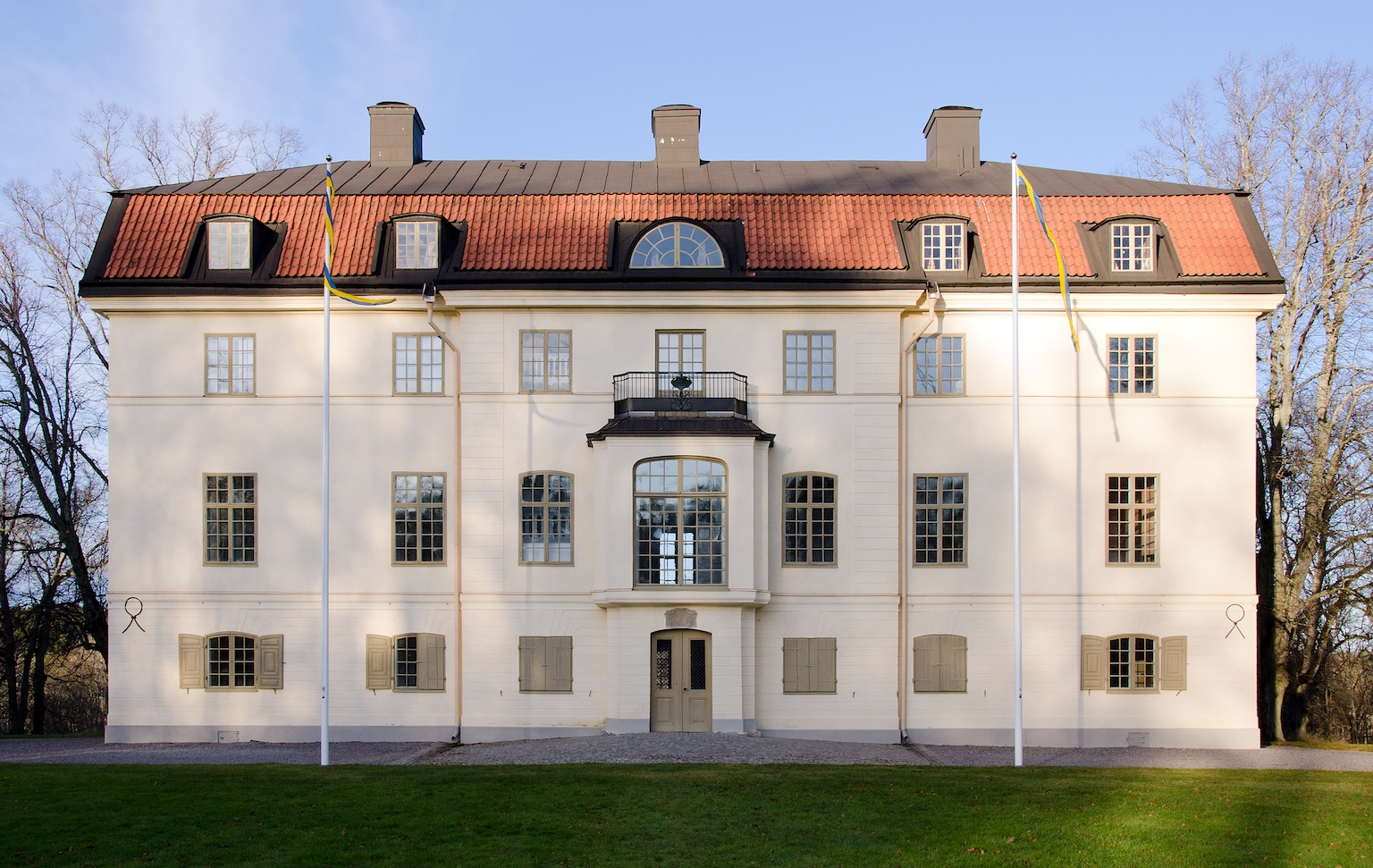
نمای مقابل قلعه

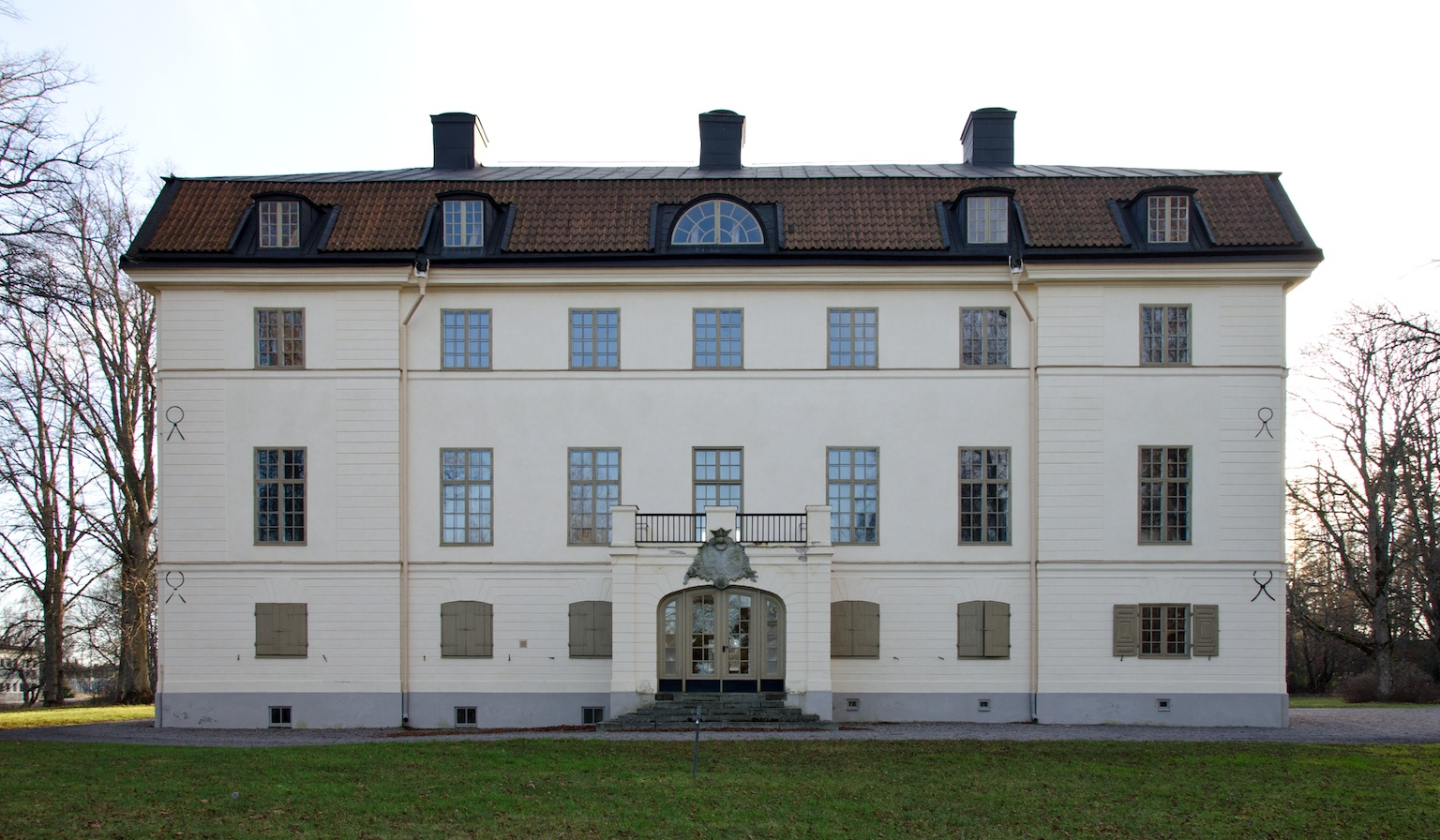
نمای پشت قلعه

قلعه گرانهامر (به سوئدی: Granhammars slott) قلعه‌ای در سوئد است.